# Autocesta A6
Die Autocesta A6 (kroatisch für ,Autobahn A6‘), auch Primorsko-goranska autocesta genannt, ist eine kroatische Autobahn. Sie gehört der privaten Autobahngesellschaft Autocesta Rijeka-Zagreb d. d. (ARZ) und führt von Bosiljevo über Delnice nach Rijeka. Die gesamte Strecke ist etwa 81,2 Kilometer lang und östlich von Rijeka mautpflichtig. Die Autobahn ist Teil des transeuropäischen TEN-Korridors 5b und der Europastraße E65.
Seit Oktober 2008 ist die gesamte A6 und auch alle Tunnel auf ihrer Strecke, u. a. der Tuhobićtunnel, in beiden Richtungen zweispurig befahrbar.

Die Fertigstellung der Autobahn bedeutete einen großen Vorteil für den Transitverkehr, da Slowenien seitdem südlich umfahren wird und eine direkte Autobahnverbindung von Budapest nach Rijeka hergestellt wurde. 
Vor dem EU-Beitritt Kroatiens gab es außerdem den Vorteil, dass die Hafenstadt Rijeka einen Zugang zum offenen Meer erhielt, während der Schifftransport über Slowenien entweder durch slowenisches oder italienisches Hoheitsgebiet führt und somit zollpflichtig war.
Die Fahrzeit von Zagreb nach Rijeka und umgekehrt beträgt etwa eine Stunde. Die Fahrzeit auf der A6 allein beträgt hierbei etwa die Hälfte.
Planungen sahen voraus, eine neue Umfahrung nördlich von Rijeka zu errichten, die Teil der A7 werden soll. Die bestehende Südumfahrung sollte Teil der A6 werden. Kreuzungspunkte mit der A7 gäbe es bei zwei nicht bestehenden Autobahnknoten bei Jušići westlich von Rijeka und bei Grobnik östlich von Rijeka. Über diese Planungen ist in den letzten Jahren nichts mehr Konkretes bekannt geworden. Aktuelle Ausbaupläne beschränken sich nur noch auf die Bestandsstrecken.